# Călărași Divin
Călărași Divin SA — одна з найстаріших та найважливіших винних компаній Республіки Молдова. Він був утворений на основі лікеро-горілчаного заводу, побудованого в Калараші в 1896 р.. Компанія спеціалізується в основному на виробництві міцних винних алкогольних напоїв, переважно коньяків/коньячних напоїв.

## Обсяги
Компанія є однією з найбільших у країні і має такі можливості:
- Виробництво винних дистилятів — 60 тис. дал безводного спирту
- Готовий до дистиляції — 250 тис. дал спирту
- Виробництво коньячного напою — 100 тис. дал
- Виробництво бренді — 50 тис. дал
- Зберігання, освітлення та розлив вин — 1,5 мільйона дал на рік.